# روجرو ماکاری
روجرو ماکاری (ایتالیایی: Ruggero Maccari؛ ۲۸ ژوئن ۱۹۱۹ – ۸ مه ۱۹۸۹) کارگردان و فیلم‌نامه‌نویس اهل ایتالیا بود.
او بیشتر شناخته شده به خاطر همکاریش با اتوره اسکولا بود. او کمدی‌هایی به سبک ایتالیایی برای فیلم‌هایی مانند زیباترین روزها، از دیدار مجدد شما خوشحالم، برهنه می‌بینم، بی‌غیرت ارجمند، زشت، کثیف و بد، یک توپ و یازده مرد، شب بخیر، آقایان و خانم‌ها و آدوا و دوستان نوشت.

## جوایز
او نامزد جایزه اسکار برای فیلم سکس تا چه حد سرگرم‌کننده است؟، بوی خوش زن دینو ریسی شد. او جایزه دیوید دی دوناتلو را برای فیلم خانواده اتوره اسکولا برنده شد.